# دان أشورث
دان أشورث (بالإنجليزية: Dan Ashworth)‏ هو لاعب كرة قدم بريطاني، ولد في 6 مارس 1971. لعب مع نورويتش سيتي.